# Вернер Гьортс
Вернер Гьортс е бивш немски футболист, който е играл на поста нападател. Той е играл 13 сезона в Първа Бундеслига за отборите на Борусия Нойнкирхен и Вердер Бремен.

## Успехи
Вердер Бремен
- Бундеслига второ място: 1967–68